# Unterer Roßkopf
Der Untere Roßkopf oder der Untere Rosskopf ist ein 1814 m ü. A. hoher Berg im Karwendel in Tirol.
Der Berg ist der wenig ausgeprägte, nördlichste Gipfel der Gamsjochgruppe, die das Tal der Eng vom Laliderer Tal trennt. Die Nordostflanke wird von der Roßwand gebildet, bei Kletterern bekannt. Ansonsten führen keine Wege auf den Berg.